# Оториноларингологија
Оториноларингологија је грана медицине која се бави болестима ува, носа и грла.
Ти органи су међу собом функционално повезани. Важну везу чини јединствена респираторна слузница, која се простире кроз носне органе, параназалне дупље, носни део ждрела, гркљан, душник и душнице. Најчешће болести уха, грла и носа у нашој популацији су следеће: запаљењске болести (спољашњег и средњег ува, слузокоже носа и синуса, крајника, ждрела, гркљана) које могу бити инфективне или алергијске, зачепљење ушног канала (cerumen), зујање у ушима (Tinitus), вртоглавице (Vertigo), наглувост (surditas), полипи, тумори итд. Иако се оториноларингологија бави обољењима одређених органа, ипак не смемо да западнемо у грешку да оболеле органе посматрамо као део који се може одвојити од целине.
Код лечења поленске кијавице, нпр. испитујемо и лечимо локалне знаке опште сензибилизације тела. Потреба да упозна респираторну алергију доводи лекара специјалисту у уску везу са алергологијом као науком која повезује многе медицинске струке.

## Нос
Дисање живот значи. Човек може живети неколико дана без хране и воде, али само неколико минута без дисања. Нос чини почетни део органа за дисање и има заштитну улогу приликом уласка ваздуха у организам. Његова површина је покривена микроскопским длачицама које штите од вируса, бактерија и алергена. Ако ипак дође до болести, чека нас неугодно шмрцање и кијање. Чишћење носа посебно је битно ујутру, као припрема за дан, па пре спавања јер ноћу углавном дишемо кроз нос. У тегобе са носом спадају: кијање, ослабљен мирис, крварење у носу, свраб у носу, секреција из носа, отежано дисање на нос.

## Грло
Усна дупља и ждрело су део органа за дисање и почетни део органа за варење. Осећај сувоће у устима настаје због недовољне количине слине у усној шупљини, често услед дисања на уста кад је нос зачепљен, што може довести и до упале грла. Задах из уста је неугодна тема. Најчешћи узрок је накупљање хране између зуба, а пушење, конзумирање алкохола и зачињене хране погоршавају стање. Бол у грлу може бити последица упале ждрела или крајника. Упалу усне шупљине можемо изазвати уношењем вруће или тврде хране. Упалу такође изазивају и патогени микроорганизми, бактерије и вируси. У тегобе са грлом спадају: кашаљ, промуклост, промене или израслине на слузокожи, болно или отежано гутање, бол у грлу, печење.

## Ухо
Ухо је периферни орган чула слуха и равнотеже. Уши региструју звучне таласе и претварају их у електричне сигнале, који се шаљу у централне структуре где се ти сигнали „дешифрују“ и настаје осећај слуха. Људско уво може регистровати звучне таласе фреквенције од 16 до 20.000 херца. У старости је овај распон мањи због бројних дегенеративних промена. Церумену су склоне особе које раде у прашини, особе које носе звучна помагала, старије особе, као и деца због честе игре у песку, на земљи или у прашини. У тегобе са увом спадају: секреција из ува, вртоглавица, бол у уву, ослабљен слух, зујање у уву.

## Преглед
Преглед је безболан и траје око 20-30 минута. Како би преглед био успешан потребно је знати да се састоји из два дела. Први део подразумева анамнезу, тј. разговор са пацијентом о проблемима због којих се јавио на преглед. Други део подразумева сам чин прегледа и има свој одређени редослед.
Посебну везу међу органима из подручја оториноларингологије чини метод којим се
служимо кад им приступамо у циљу прегледа и лечења. Главни начин прегледа је инспекција
употребом чула вида.

## Инструменти потребни за преглед
Оториноларинголог користи различите инструменте како би установио стање пацијената: отоскоп, аудиометар, тимпанометар, електронистагмограф, калориметар, огледалца, оптичке камере...

## Напредак оториноларингологије
У току последњих деценија родила се у оквиру оториноларингологије нова наука, која носи име аудиологија. Она изучава све услове који су потребни да човек саобраћа са другим човеком путем говора. Показало се да развој говора спада међу најсложеније акције човека.
Говор није лако научити ни усавршити.

## Етимологија
Термин је комбинација неолатинских комбинованих облика (oto- + rhino- + laryngo- + -logy) изведених од четири старогрчке речи: οὖς ous (gen.: ὠτός otos), „уво“, ῥίς rhis, „нос “, λάρυγξ larynx, „ларинкс” и -λογία logia, „студија” (уп. грчки ωτορινολαρυγγολόγος, „оториноларинголог”).

## Обука
Оториноларинголози су лекари (MD, DO, MBBS, MBChB, итд.) који су завршили и медицинску школу и у просеку имају 5–7 година последипломске хируршке обуке у ORL-H&N. У Сједињеним Државама, приправници завршавају најмање пет година хируршке специјализације. Ово обухвата три до шест месеци опште хируршке обуке и четири и по године специјалистичке хирургије ORL-H&N. У Канади и Сједињеним Државама, практичари завршавају петогодишњу специјализацију након медицинске школе.
Након специјалистичке обуке, неки оториноларинголози, хирурзи за главу и врат, завршавају обуку за напредне подспецијалности, где обука може трајати једну до две године. Стипендије обухватају хируршку онкологију главе и врата, пластичну хирургију лица, ринологију и хирургију синуса, неуроотологију, педијатријску отоларингологију и ларингологију. У Сједињеним Државама и Канади, оториноларингологија је једна од најконкурентнијих специјалности у медицини у којој се може добити резидентна позиција након медицинске школе.
У Уједињеном Краљевству, улазак на вишу хируршку обуку из оториноларингологије је веома конкурентан и укључује ригорозан национални процес селекције. Програм обуке се састоји од 6 година више хируршке обуке након које приправници често стичу стипендије у подспецијалности пре него што постану консултанти. Типична укупна дужина образовања, обуке и више средње школе је 12–14 година. Оториноларингологија је једна од високо компензованих хируршких специјалности у Сједињеним Државама.